# Казанский троллейбус

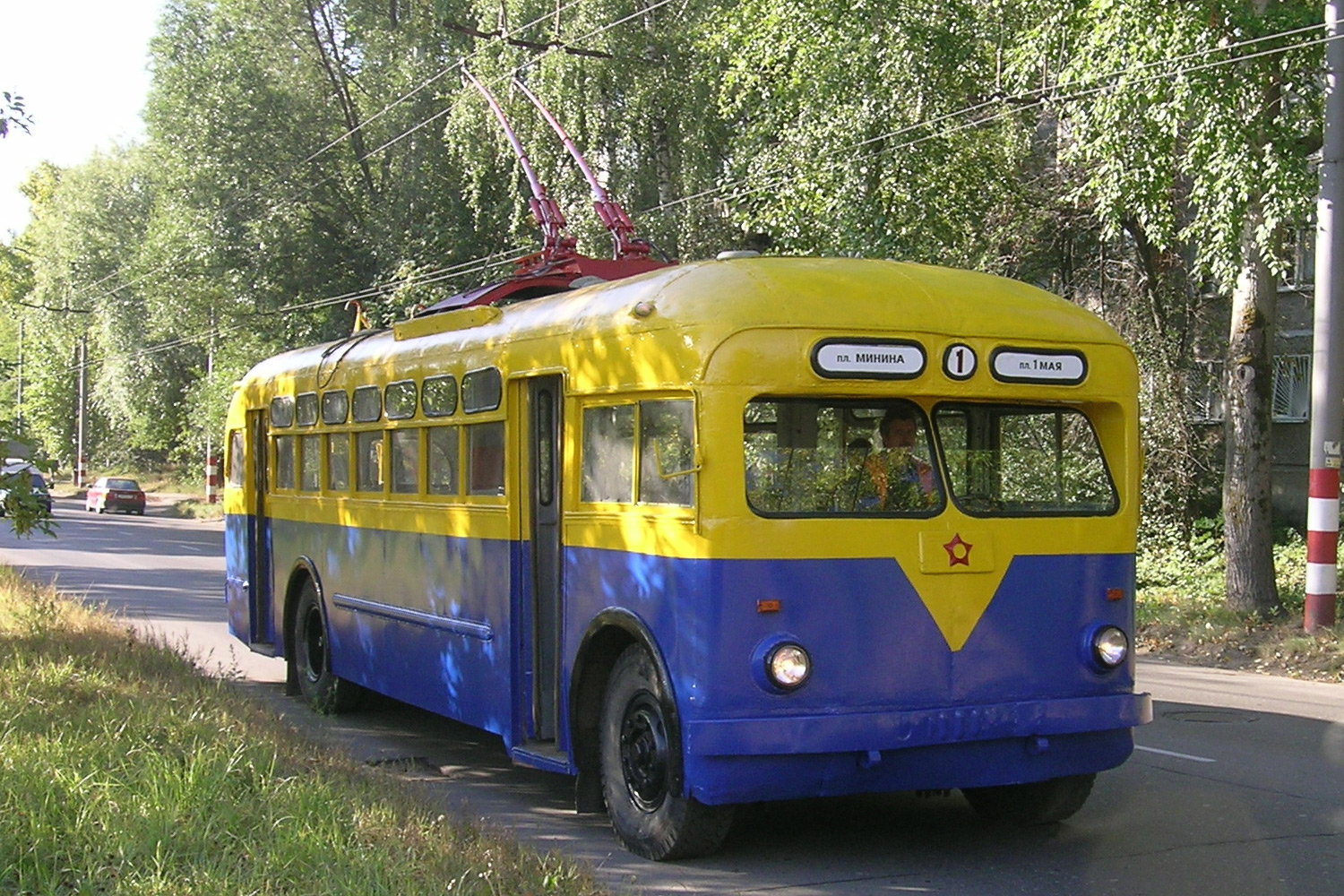
МТБ-82, основной тип троллейбуса в городе в 1950-х—1960-х гг. (музейный экземп)

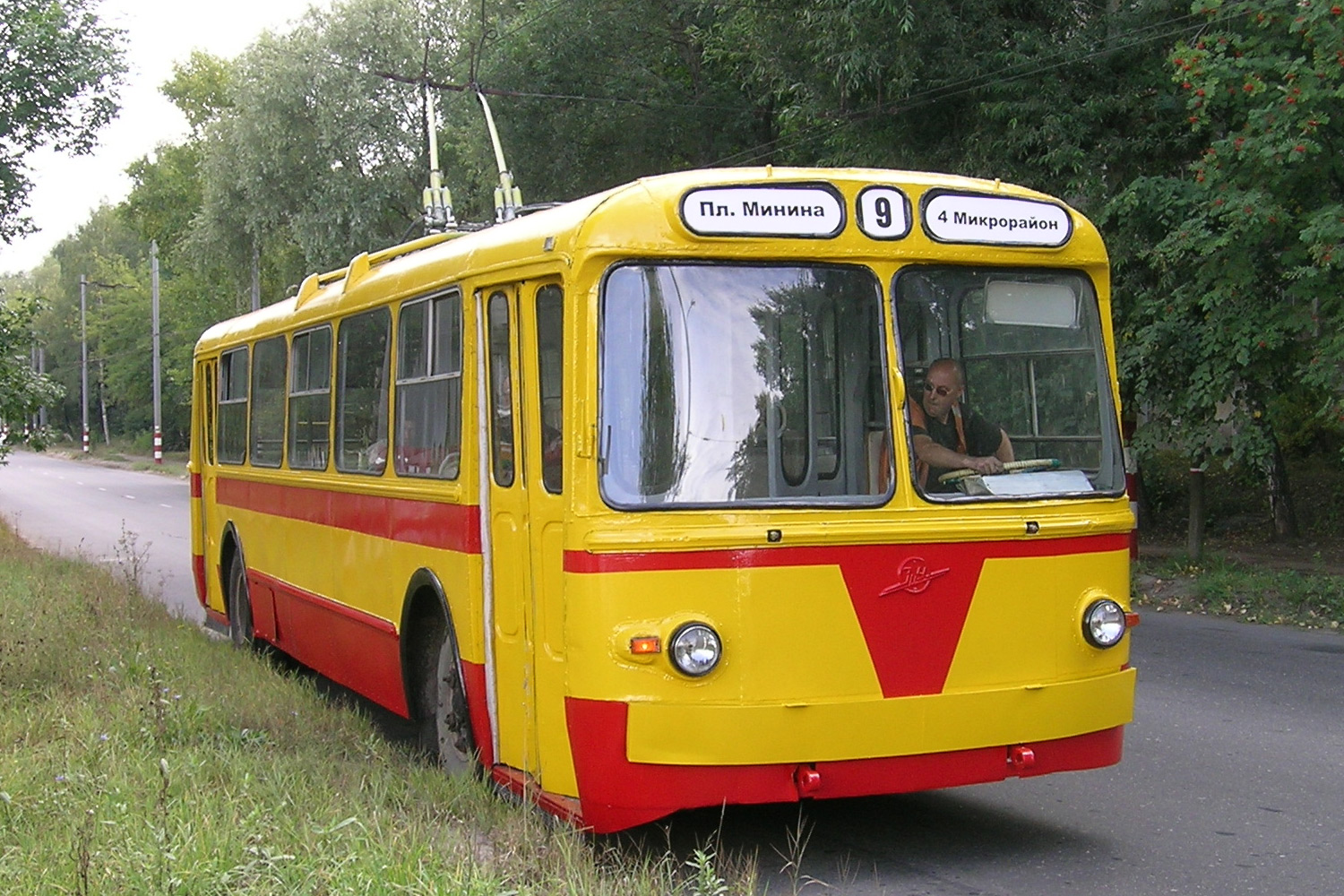
ЗиУ-5, основной тип троллейбуса в городе в 1960-х—1970-х гг. (музейный экземпляр)

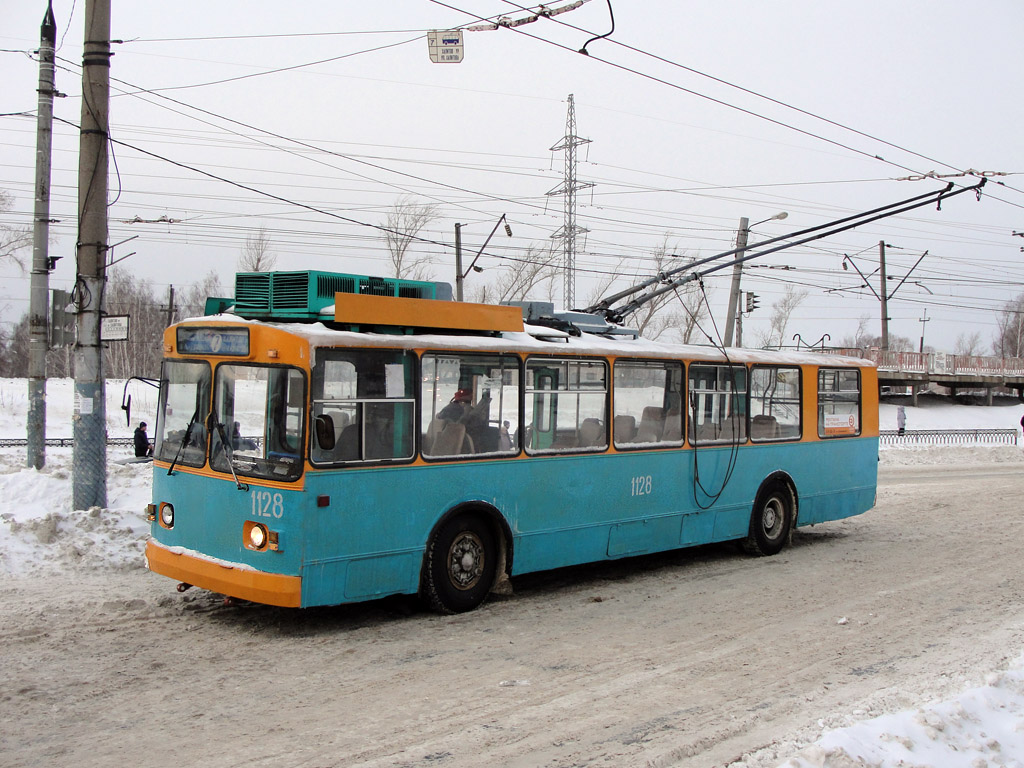
ЗиУ-682, прошедший КВР на КАПО в 2000-х гг.

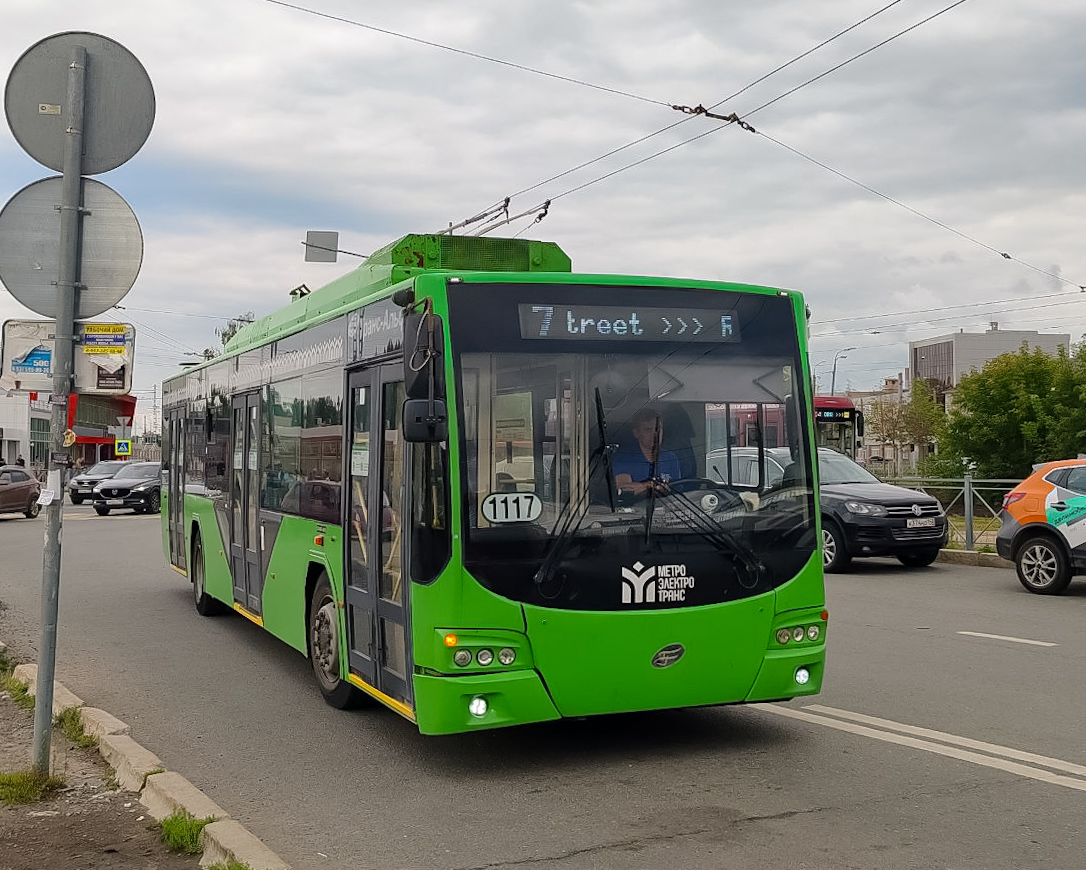
ВМЗ-5298.01 «Авангард»

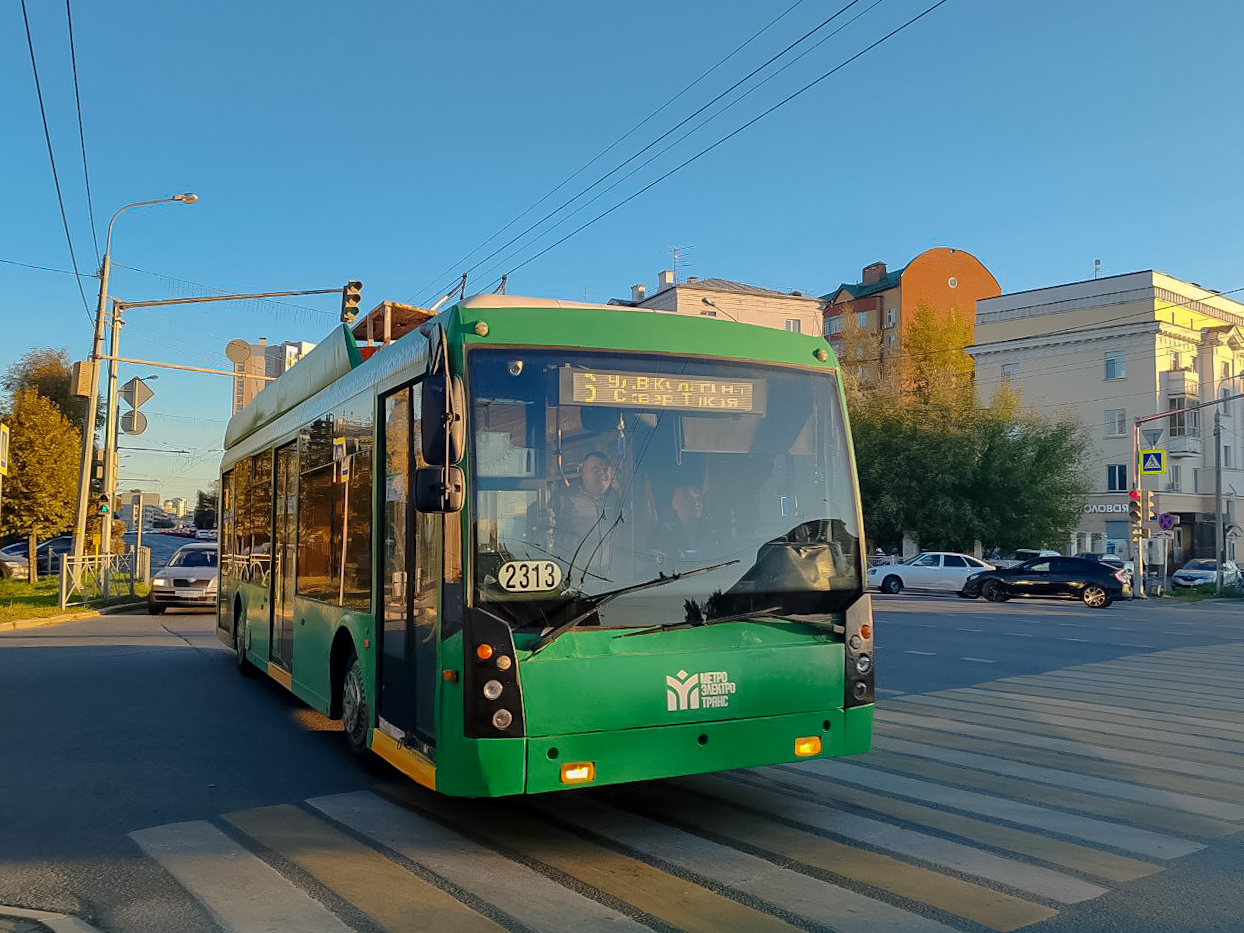
Низкопольный Тролза-5265 «Мегаполис» 2013 г. в городе

Казанский троллейбус — троллейбусная система города Казань, одна из старейших в СССР и России.
Эксплуатация открыта 27 ноября 1948 года. В последние годы продолжает развиваться. Перевозку осуществляет МУП «Метроэлектротранс». Стоимость проезда — 43 рубля наличными и по электронной карте (2025 г.). На маршрутах задействованы валидаторы и оплата у водителя, помимо оплаты за наличный расчет (с более высокой стоимостью проезда), действуют общегражданские (с разными тарифными планами пополнения, включая проездные по срокам и «электронный кошелёк»), а также льготные электронные транспортные карты.
В двух троллейбусных депо эксплуатируется 190 троллейбусов, которые обслуживают 11 маршрутов (1, 2, 3, 5, 6, 7, 8, 9, 11, 12, 13) общей протяжённостью 273 км. В начале XXI века на казанском авиазаводе КАПО для города производился капитально-восстановительный ремонт (КВР) старых троллейбусов ЗиУ-682 с заменой кузова. Наиболее распространённый подвижной состав — Тролза-5275 «Оптима», низкопольные ВМЗ-5298 «Авангард» и Тролза-5265 «Мегаполис», унифицировано окрашены в зелёный цвет (подобно тому как новые автобусы и трамваи — красные).
Движение всех троллейбусов отслеживается с помощью автоматизированной системы управления, основанной на спутниковой навигации. Отслеживать движение троллейбусов может любой пользователь Интернета.

## История
6 ноября построена, а 27 ноября 1948 года открыта в городе первая троллейбусная линия от центра до поселка Караваево. Движение по маршруту «пл. Куйбышева — пос. Караваево» открыли 8 троллейбусов МТБ-82. Количество маршрутов в период максимального развития (2002 год) достигло 17. В настоящее время работает 10 троллейбусных маршрутов.

## Подвижной состав

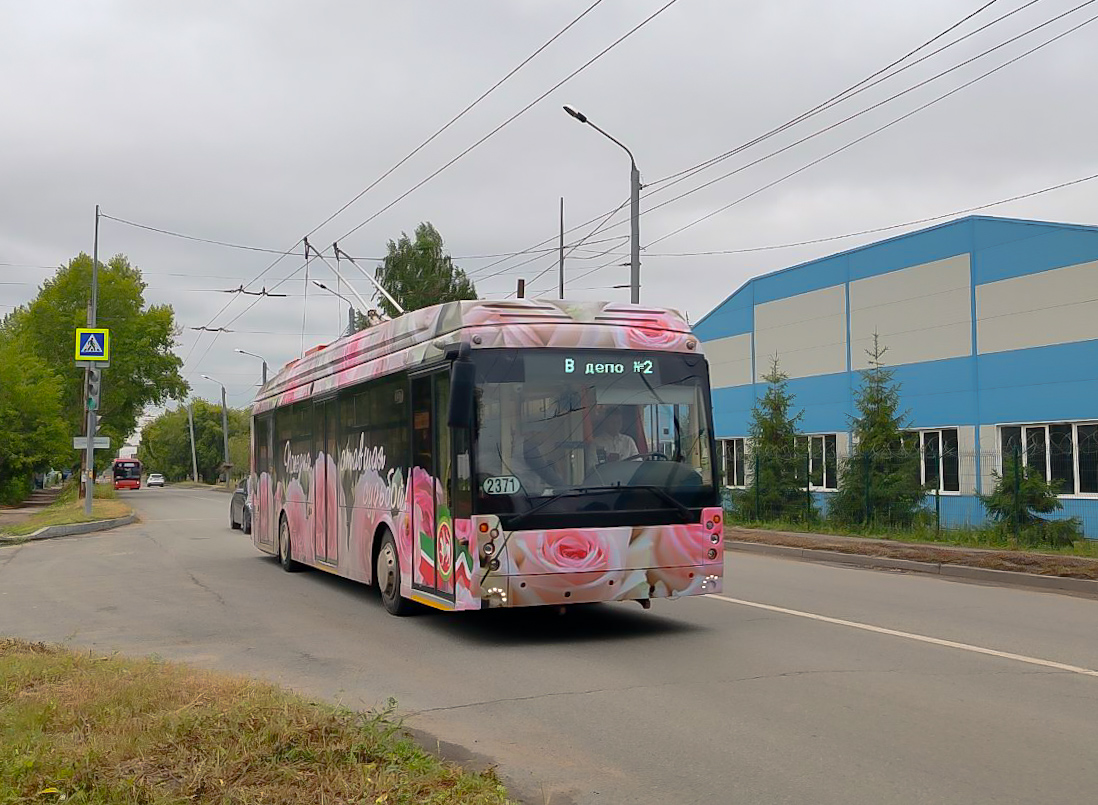
ТролЗа-5265 «Мегаполис», Троллейбус Любви

По состоянию на июнь 2018 года основной моделью троллейбуса в Казани является Тролза-5275.03 «Оптима».
| Модель                         | Количество                        | Годы выпуска |
| ------------------------------ | --------------------------------- | ------------ |
| ТролЗа-5275.05 «Оптима»        | 2 (выведены из эксплуатации)      | 2007         |
| ТролЗа-5275.03 «Оптима»        | 101 (20 выведено из эксплуатации) | 2013—2017    |
| ТролЗа-5265.00 «Мегаполис»     | 1                                 | 2013         |
| ТролЗа-5265.02 «Мегаполис»     | 1                                 | 2018         |
| ТролЗа-5265.08 «Мегаполис 2.0» | 1                                 | 2018         |
| ВМЗ-5298.01 «Авангард»         | 15                                | 2019         |
| МАЗ-303Т22                     | 64                                | 2023—2024    |

В городе работает 2 брендированных «Троллейбуса Любви» ТролЗа-5265 «Мегаполис», подаренных пожелавшим сохранить анонимность благотворителем, ранее также имелся такой же троллейбус Тролза-5275.07 «Оптима», который после прибытия нового «Троллейбуса Любви» был перекрашен в стандартный зелёный цвет, но в 2022 году был утилизирован. Ранее составлявшие большую часть парка ЗиУ-9 были окончательно выведены из эксплуатации в январе 2017 года.
В июле 2021 года анонимный бизнесмен подарил городу троллейбус модели ТролЗа-5265 «Мегаполис».
В 2023 году, к 75-му юбилею начала троллейбусного движения отреставрированы троллейбусы моделей МТБ-82Д и ЗиУ-5. Также предприятие «Метроэлектротранс» получило 25 новых троллейбусов модели МАЗ-303Т22 (на базе модели автобуса МАЗ-303). Изначально планировалось, что все 25 машин прибудут в Казань ко Дню города (30 августа), однако сроки были сдвинуты. Все остальные машины прибыли позднее. Новые троллейбусы отличаются цветом (выбран лазурный цвет), оборудованы аварийным автономным ходом, кондиционерами, USB-зарядками.

## Маршруты
| №  | Следует                  | Следует                    | Дополнительно                                                       | Депо |
| -- | ------------------------ | -------------------------- | ------------------------------------------------------------------- | ---- |
| 1  | Горьковское шоссе        | Роддом № 1                 |                                                                     | 1    |
| 2  | Улица Академика Арбузова | Улица Академика Арбузова   | Бескондукторный, Кольцевой                                          | 1    |
| 3  | Речной порт              | Улица Академика Глушко, 15 | По пр-ту А. Камалеева                                               | 2    |
| 5  | Речной порт              | Улица Академика Глушко, 15 | По Гвардейской                                                      | 1    |
| 6  | Улица Кулагина           | Сквер имени Тукая          |                                                                     | 2    |
| 7  | Железнодорожный вокзал   | Улица Халитова             |                                                                     | 1    |
| 8  | Деревня Универсиады      | Улица Льва Толстого        | Преимущественно обслуживается депо № 2                              | 1, 2 |
| 9  | Улица Кулагина           | Улица Академика Глушко, 15 |                                                                     | 2    |
| 11 | Танковое училище         | Сквер имени Тукая          | Следует через Казанский Зооботсад с использованием автономного хода | 2    |
| 12 | Сквер имени Тукая        | Улица Академика Глушко, 15 |                                                                     | 2    |
| 13 | Ленинградская улица      | Улица Халитова             |                                                                     | 1    |

С 11 июля 2024 года все трамвайные и троллейбусные маршруты были переведены на безкондукторную систему оплаты проезда.

### Закрытые (демонтированные)

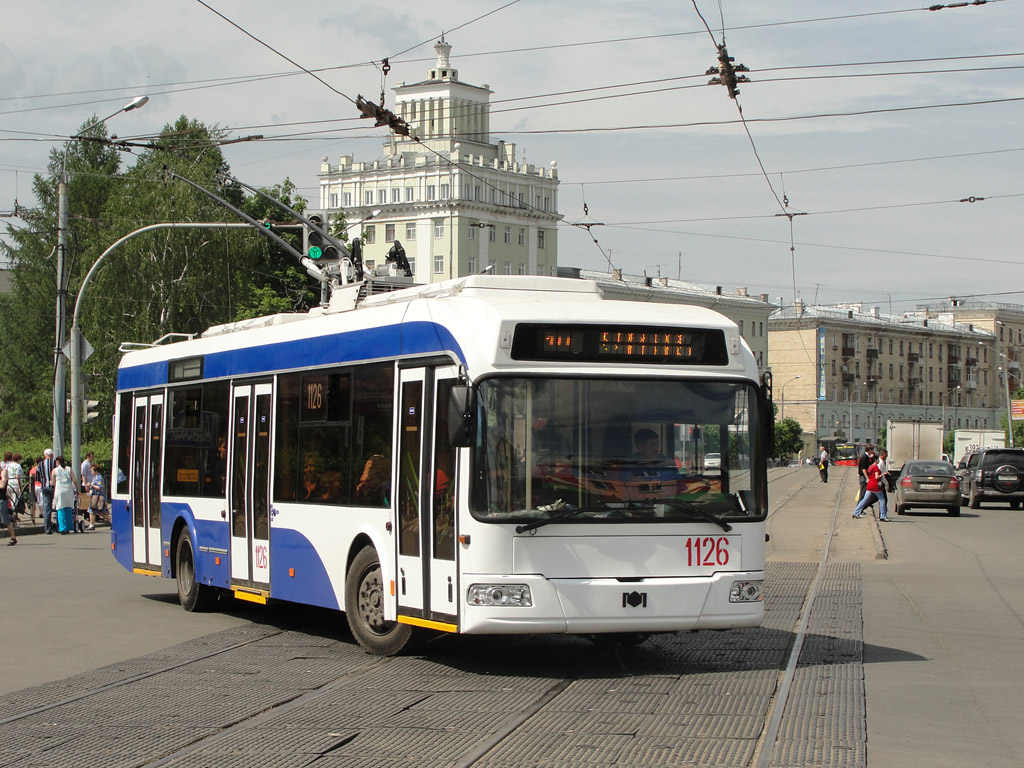
Низкопольный АКСМ-321 «Сябар» 2000-х гг. на испытаниях в городе

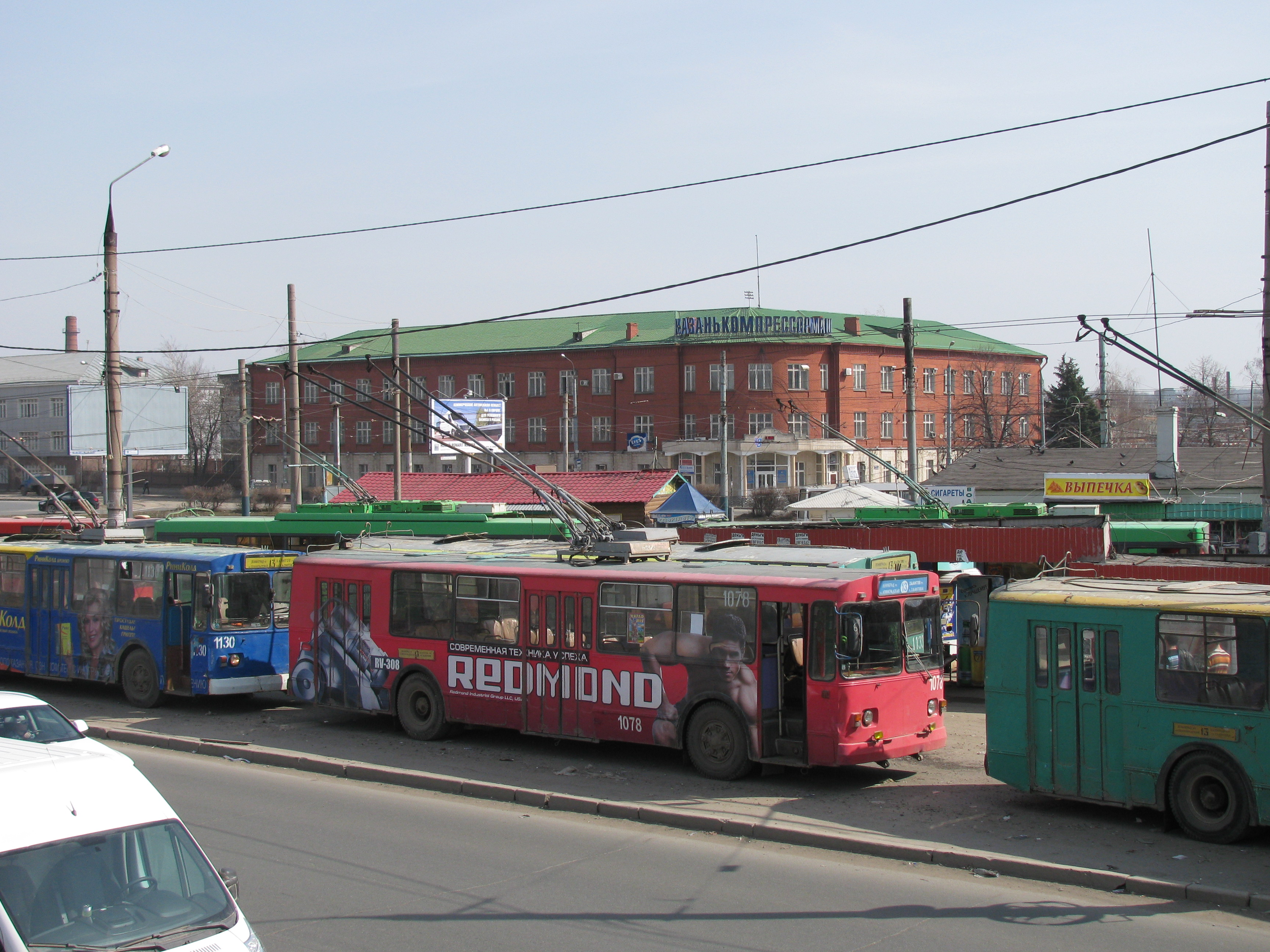
Троллейбусы на остановке Халитова

- 1970-е годы — ул. Иовлева обе стороны от ул. Гладилова до ул. Несмелова, перенос на вновь построенную линию по ул. Несмелова маршрутов № 4а/4б.
- 10 октября 1986 года — ул. Баумана от Кремлёвской дамбы до пл. Тукая направление на юго-восток и от пл. Тукая до ул. Профсоюзной направление на северо-запад. Главная центральная улица по которой спустя 38 лет в связи с переводом в пешеходную зону было закрыто движение троллейбусов № 1, 4а/4б.
- 1990 год — ул. Тази Гиззата, ул. Мусы Джалиля, ул. Островского от ул. Чернышевского до ул Университетской направление на восток и юг. По улице Островского от ул Университетской до ул. Тукая движение закрылось к 7 ноября 1992 года и перенеслось на Левобулачную улицу. Односторонняя троллейбусная линия по которой перенеслось движение троллейбусов № 1 и 10 с ул. Баумана в 1986 году.
- 26 июля 1997 года — ул. Петербургская направление на юго-восток от пл. Тукая до Щербаковского переулка и на северо-запад от ул. Айдинова до пл. Тукая. В связи со строительством ТРК «Кольцо» было и решено перенести часть линий с улицы Петербургской маршруты № 6, 8, 11, 12.
- 2 июня 1997 года — ул. Университетская, ул. Профсоюзная, ул. Баумана от р. Булак до Кремлёвской дамбы. Односторонняя троллейбусная линия, по которой было закрыто движение в направлении восток и северо-запад. По ней ходили троллейбусы маршрута № 1 и 4.
- 14 сентября 2001 года — ул. Шахиди (односторонняя на юго-восток) движение перенесено на ул. Исхаки. Изменения коснулись маршрутов № 1, 4.
- 4 ноября 2002 года — Щербаковский переулок, ул. Петербургская, ул. Эсперанто, от пл. Тукая до ул. Павлюхина и по ул. Эсперанто, ул. Петербургской, ул. Айдинова, ул. Островского от ул. Павлюхина до пл. Тукая. Закрыт по обоим направлениям в связи с постройкой метрополитена. По этим улицам ходили троллейбусы маршрутов № 6, 8, 11, 12.
- лето 2003 года — ул. Профсоюзная, ул. Баумана от пл. Тукая до Кремлёвской дамбы. Односторонняя линия на направление северо-запад. После многолетнего запустения 1 ноября 2002 года движение троллейбусов снова вернулось на ул. Профсоюзную, но, правда, меньше, чем через 2 года, она снова закрылась из-за строительства метрополитена. До закрытия ходили троллейбусы маршрута № 17.
- 15 декабря 2004 года — ул. Горького (оба направления). Закрыто в связи с переносом на ул. Карла Маркса маршрутов № 2, 7, 17.
- 6 октября 2006 года — ул. Фрунзе (одностороннее на юго-восток). Закрыто в связи с переносом на ул. Болотникова в сторону центра. По ней ходили троллейбусы маршрута № 4.
- 1 июля 2008 года — ул. Закиева, Проспект Победы (односторонняя на запад и север). Закрыта в связи с продлением № 9 и 12 до ул. Академика Глушко.
- 18 октября 2008 года — ул. Карла Маркса направление на восток. Вновь троллейбус проходит по ул. Горького, правда только в одну сторону от центра. Изменения коснулись троллейбусов № 7,19, 20, 21.
- 8 ноября 2008 года — ул. Шуртыгина. ул Искра (одностороннее по направлению на север и запад). Закрыт в связи с улучшением движения по ул. Ершова и ул. Патриса Лумумбы. До закрытия ходили маршруты № 7, 19, 20, 21.
- 12 мая 2009 года — ул. Парижской Коммуны, ул. Левобулачная (одностороннее движение на северо-восток и юго-восток). Закрыт в связи переноса конечной остановки к Театру Камала. По этой улице проходили маршруты № 1, 4, 10, 18.
- 17 мая 2010 года — ул. Тверская, ул. Большая Крыловка, ул. Поперечно-Базарная (маршрут 3). Закрыто (по заявлением властей, временно) в связи со строительством дублирующей трамвайной линии.
- Сентябрь 2010 года — кольцо около Энергоинститута.
- Апрель 2011 года — ул. Алафузова, Ул. Краснококшайская (остатки линии маршрута № 3)
- Май 2011 года — ул. Тэцевская. Ранее здесь ходил маршрут № 5.
- Август 2010 года — кольцо на пл. Тукая.
- Декабрь 2011 — Январь 2012 года — ул. Беломорская, ул. Гудованцева, ул. Тэцевская. Ранее здесь ходил маршрут № 5.
- Июнь 2012 года — ул. Сыртлановой и ул. Гарифьянова (от перекрёстка с ул. Мавлютова до перекрёстка с ул. Р. Зорге). Ранее здесь ходили маршруты № 9, 12.
- 27 августа 2012 года — ул. Сыртлановой и ул. Гарифьянова (от перекрёстка с ул. Р. Зорге до перекрёстка с ул. Мавлютова). Ранее здесь ходили маршруты № 9, 12.
- Октябрь 2012 года — кольцо Театр им. Г. Камала. Ранее здесь разворачивались маршруты № 1, 4, 10.
- 9 декабря 2012 года — просп. Фатыха Амирхана(от перекрёстка с ул. Чуйкова до Авторынка). Ранее здесь ходил маршрут № 19.
- Сентябрь 2013 года — четная сторона ул. Волгоградская (от перекрёстка с пр. Ибрагимова до ул. Декабристов). Ранее здесь ходил маршрут № 4.
- Сентябрь 2016 года — ул. Саид-Галеева, ул. Яхина, ул. Исхаки, ул. Чернышевского в направлении театра Камала. Ранее здесь ходил маршрут № 4.

## Перспективы сети
Было объявлено о строительстве к проведению в городе Универсиады 2013 года новых линий:
- по улицам Восстания, Чуйкова от улицы Декабристов до улицы Гаврилова;
- по проспекту Ибрагимова от улицы Чистопольская до проспекта Ямашева;
- по улицам Эсперанто, Вишневского, мосту Миллениум и проспекту Амирхана от площади Вахитова до Авторынка;
- по улице Миля до улицы Дементьева;
- по улицам Мавлютова (в том числе до Деревни Универсиады), Ак. Парина, Дубравная, Габишева, Сафиуллина;
- по улице Цеткин, Аракчинскому шоссе до посёлков Красная Горка и Юдино;
- по улицам Краснококшайская и Вахитова до улицы Декабристов и станции метро «Козья Слобода»;
- по улице Лево-булачная;
- по улице Адоратского.

Из них построены:
- Линия по проспекту Ибрагимова. Построена в 2010—2011 гг. По состоянию на 2015 год в маршрутном движении не используется
- Линия по улице Мавлютова до Деревни Универсиады. Построена в 2011—2012 гг. По линии ходит маршрут № 8.
- Линия по улице Лево-булачная. Построена в 2012 г. В настоящее время в маршрутном движении не используется.
- Линия по улицам Вахитова и Краснококшайская. Построена в 2012 г. По линии пущен новый маршрут № 1 (Горьковское шоссе — Роддом).
- Линия по проспекту Амирхана. Построена в 2013 году. По линии продлён маршрут № 1.

Также в 2012-13 годах были реконструированы линии:
- Улица Чистопольская (соединена с линией по улице Вахитова)[8][9]
- Улицы Адоратского и Чуйкова (соединены с линиями по проспекту Амирхана и улице Чистопольская)
- Кремлёвская дамба
- Улица Декабристов (были восстановлены некоторые участки, ранее демонтированные из-за строительства метро)
- Улица Московская
- Улица Копылова
- Ранее демонтированные участки из-за строительства транспортных развязок (Проспект Победы/Зорге; Проспект Победы/Сахарова и т. д.)

Сооружение линии до посёлка Юдино было исключено из первоочередных планов и отложено.